# Annemarie Bostroem

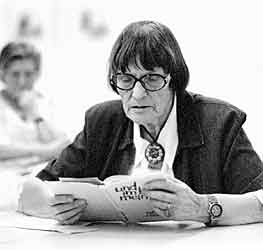
Annemarie Bostroem (2003)

Annemarie Bostroem (* 24. Mai 1922 in Leipzig; † 9. September 2015 in Berlin) war eine deutsche Lyrikerin, Dramatikerin und Nachdichterin. Sie lebte zuletzt in Berlin-Prenzlauer Berg.

## Leben
Annemarie Bostroem stammte aus einer Arztfamilie. Ihr Vater war der Psychiater August Bostroem. Nachdem sie in München und Königsberg die Schule besucht hatte, studierte sie während des Krieges Theaterwissenschaft und  Germanistik in Leipzig, Berlin und Wien. Seit 1944 lebte sie in Berlin. Von 1946 bis 1954 war Bostroem Mitarbeiterin des Aufbau-Bühnenvertriebs. Sie schrieb Gedichte und Theaterstücke. Einen besonderen Ruf erwarb sie sich als Nachdichterin (Nachdichtungen aus diversen Sprachen auf der Grundlage von Interlinearversionen in ca. 95 Anthologien und Einzelausgaben, etwa 100.000 Verszeilen).
Ihr Gedichtband Terzinen des Herzens (1947) wurde in der Sowjetischen Besatzungszone ideologisch abgelehnt, und noch in der Insel-Ausgabe von 1975 fiel ein Gedicht der Zensur zum Opfer. Trotzdem wurde das Buch in der DDR ein Longseller mit rund 100.000 verkauften Exemplaren.
Bostroem war von 1951 bis zu dessen Tod mit dem Journalisten, Dramaturgen, Schriftsteller und Verleger Friedrich Eisenlohr (1889–1954) verheiratet. Mit der Bildhauerin und Keramikerin Hedwig Symanzik verband Bostroem seit der Schulzeit in Königsberg eine Freundschaft, die bis zum Tod der Künstlerin im Jahr 1975 andauerte. Keramiken und kleine Skulpturen Symanziks standen im Arbeitszimmer Bostroems.
1957 heiratete sie den Schauspieler Heinz Hinze, mit dem sie zwei Kinder hatte. Heinz Hinze brachte außerdem eine Tochter mit in die Ehe.

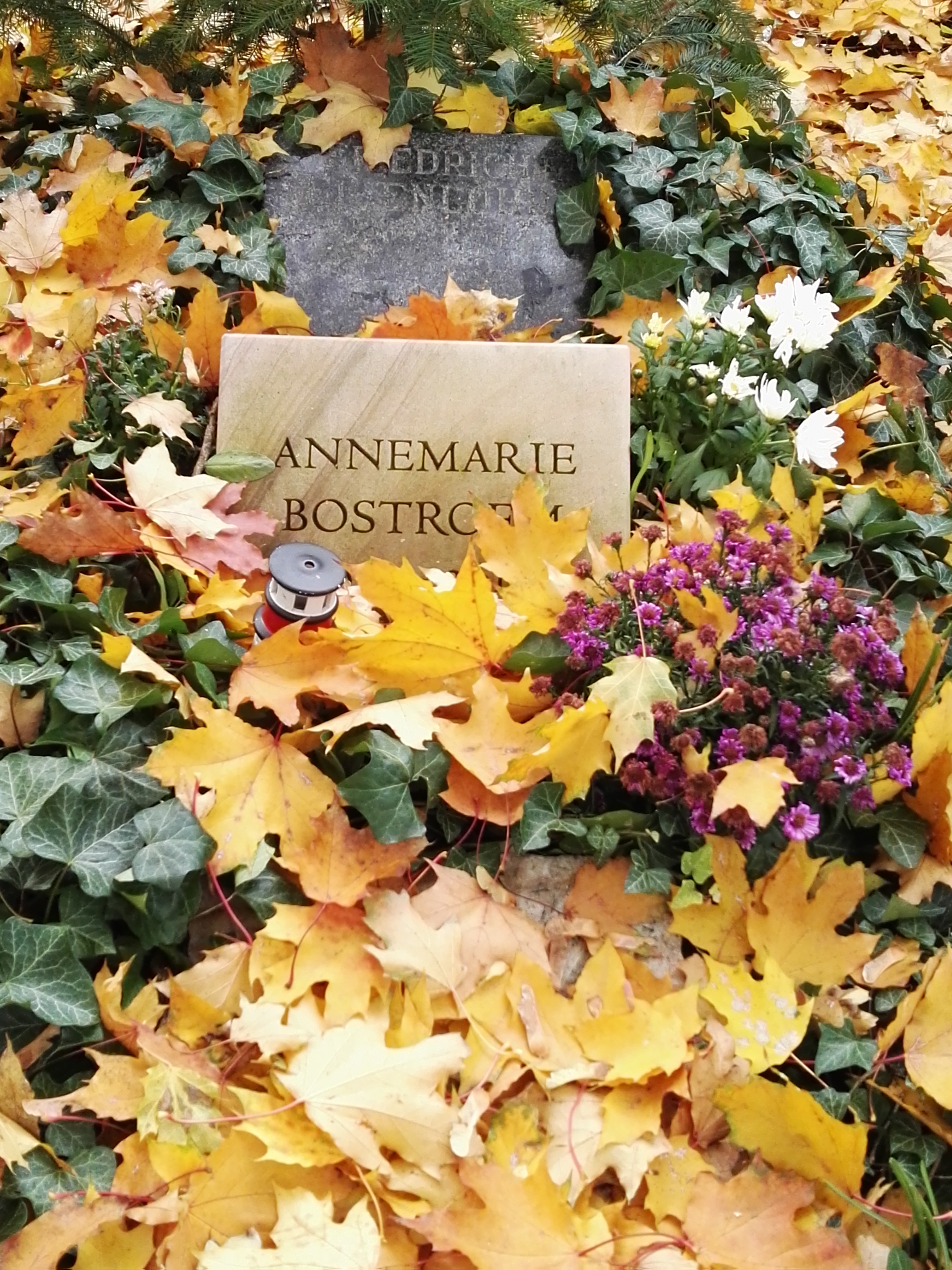
Grabstätte

Sie ist bei Friedrich Eisenlohr und Heinz Hinze auf dem Friedhof der Dorotheenstädtischen und Friedrichswerderschen Gemeinden in Berlin-Mitte bestattet.

## Auszeichnungen (Auswahl)
- Lyrikpreis Tägliche Rundschau (1946)
- Ehrengabe der Deutschen Schillerstiftung, Weimar

## Werke (Auswahl)

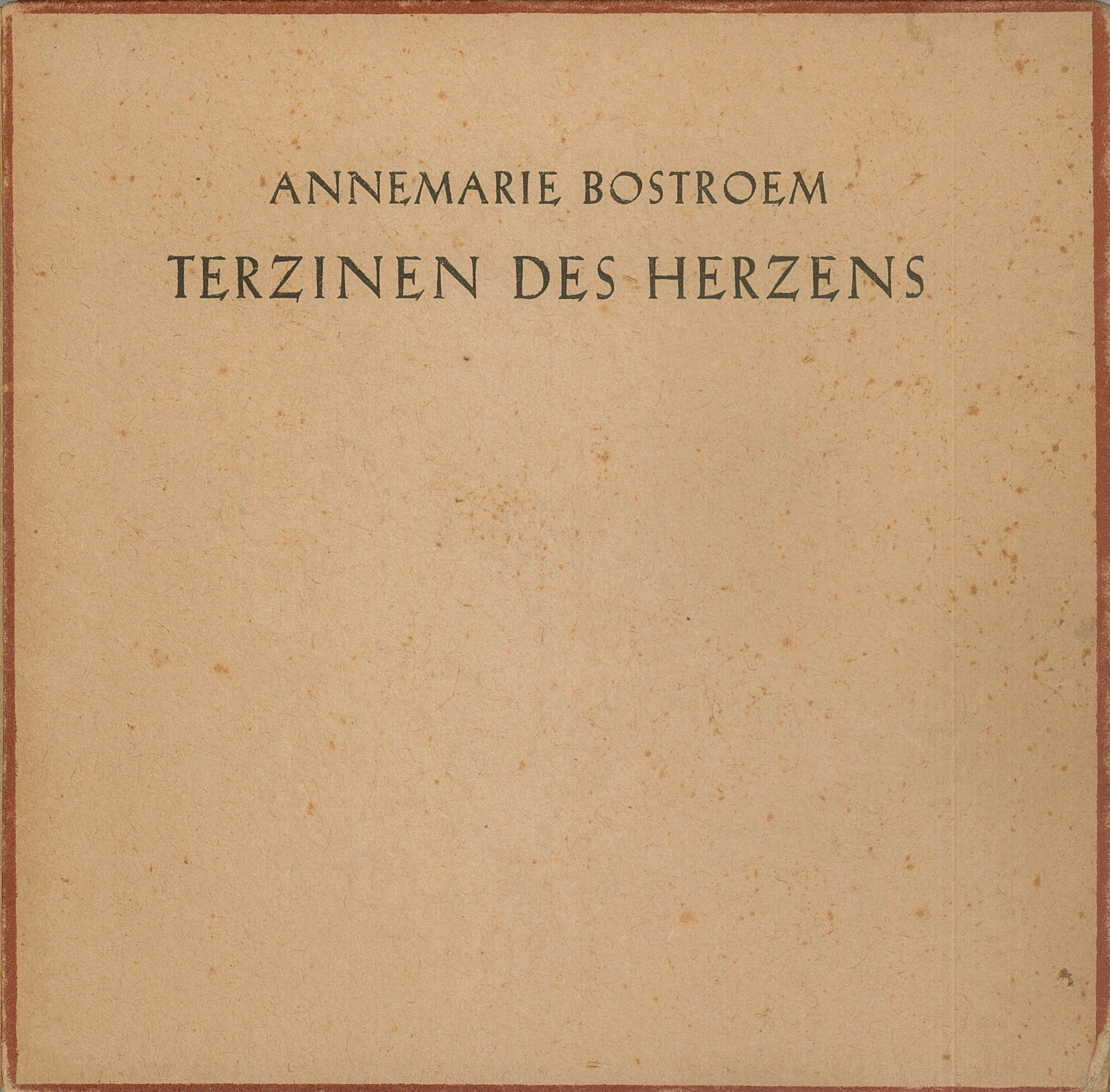
Terzinen des Herzens

- Terzinen des Herzens, Gedichte (1947, Rupert-Verlag / 1951–1986 Insel-Verlag (teilw. zensiert) / 1999 Ackerpresse / 2012 Razamba mit Nachwort von Nora Gomringer).
- Die Kette fällt, Schauspiel in 7 Bildern (UA 1948, Chemnitz).
- 99 Kreuzworträtsel-Limericks (1990, Eulenspiegel-Verlag).
- Terzinen des Herzens – Gedichte und Nachdichtungen (1986, Leipzig).
- Lieder nach Gedichten von Annemarie Bostroem. Fünf Lieder für hohe Stimme von Ulrich Vogel (1998, Leipzig: Martin Krämer).
- 5 Lieder in einer Sommernacht – nach Texten von Annemarie Bostroem für Sopran und Klavier von C. René Hirschfeld
- Gedichte und Nachdichtungen, in Anthologien im In- und Ausland.